# Barbatula farsica
Barbatula farsica és una espècie de peix de la família dels balitòrids i de l'ordre dels cipriniformes.

## Morfologia
- Fa 5,7 cm de llargària màxima.
- Aletes pectorals i pèlviques llargues.
- 3 espines i 8 radis tous a l'aleta dorsal. 2 espines i 5 radis tous a l'aleta anal.
- Peduncle caudal relativament curt, profund i comprimit lateralment.
- Les parts laterals i dorsals del cos tenen forma arrodonida amb taques marrons sobre un fons semblant al marbre.
- Cap i cos de color groc pàl·lid a la zona inferior. Les aletes dorsal i caudal presenten files de taques marrons.
- Peritoneu marró.[4][5]

## Hàbitat i distribució geogràfica
És un peix d'aigua dolça, demersal i de clima subtropical, el qual viu als rius Qom, Shur i Kor (l'Iran).

## Observacions
És inofensiu per als humans.